# Lady Sings the Blues
Lady Sings the Blues és una pel·lícula estatunidenca dirigida per Sidney J. Furie, estrenada el 1972.

## Argument
La pel·lícula explica la vida de la cantant de jazz Billie Holiday: Provinent d'una família pobra de color, Billie Holiday travessa una vida dramàtica i cruel abans de convertir-se en una de les més grans cantants de jazz i blues: dels bordells i de la nit més baixa de Harlem a l'èxit del Carnegie Hall. Però massa tard: Billie va morir poc després minada per l'alcohol i les drogues. Reconstrucció exacta del medi i una gran actuació de Diana Ross.

## Repartiment
- Diana Ross: Billie Holiday
- Billy Dee Williams: Louis McKay
- Richard Pryor: Piano Man
- James T. Callahan: Reg Hanley
- Paul Hampton: Harry
- Virginia Capers: Mare de Holiday
- Yvonne Fair: Yvonne
- Isabel Sanford: Madame
- Ned Glass: agent
- George Wyner: The M. C.
- Scatman Crothers: Big Ben

## Premis i nominacions[calcitació]

### Premis
- Globus d'Or a la millor promesa femenina per Diana Ross.

### Nominacions
- Oscar a la millor actriu per Diana Ross
- Oscar al millor guió original per Terence McCloy, Chris Clark, Suzanne De Passe
- Oscar a la millor direcció artística per Carl Anderson, Reg Allen
- Oscar al millor vestuari per Bob Mackie, Ray Aghayan, Norma Koch
- Oscar a la millor banda sonora per Gil Askey
- Globus d'Or a la millor actriu dramàtica per Diana Ross
- Globus d'Or al millor guió per Michel Legrand
- BAFTA a la millor actriu per Diana Ross